# Cata de vinos
En la cata de vinos (o degustación de vinos) no solo se utiliza el paladar para degustar, sino el olfato y la vista. De ahí que el lugar ideal para hacer la cata debe ser bien iluminado, aireado, silencioso, carente de olores y a temperatura media. Las copas a usar por los catadores deben ser transparentes e incoloras, para apreciar su color y brillo.

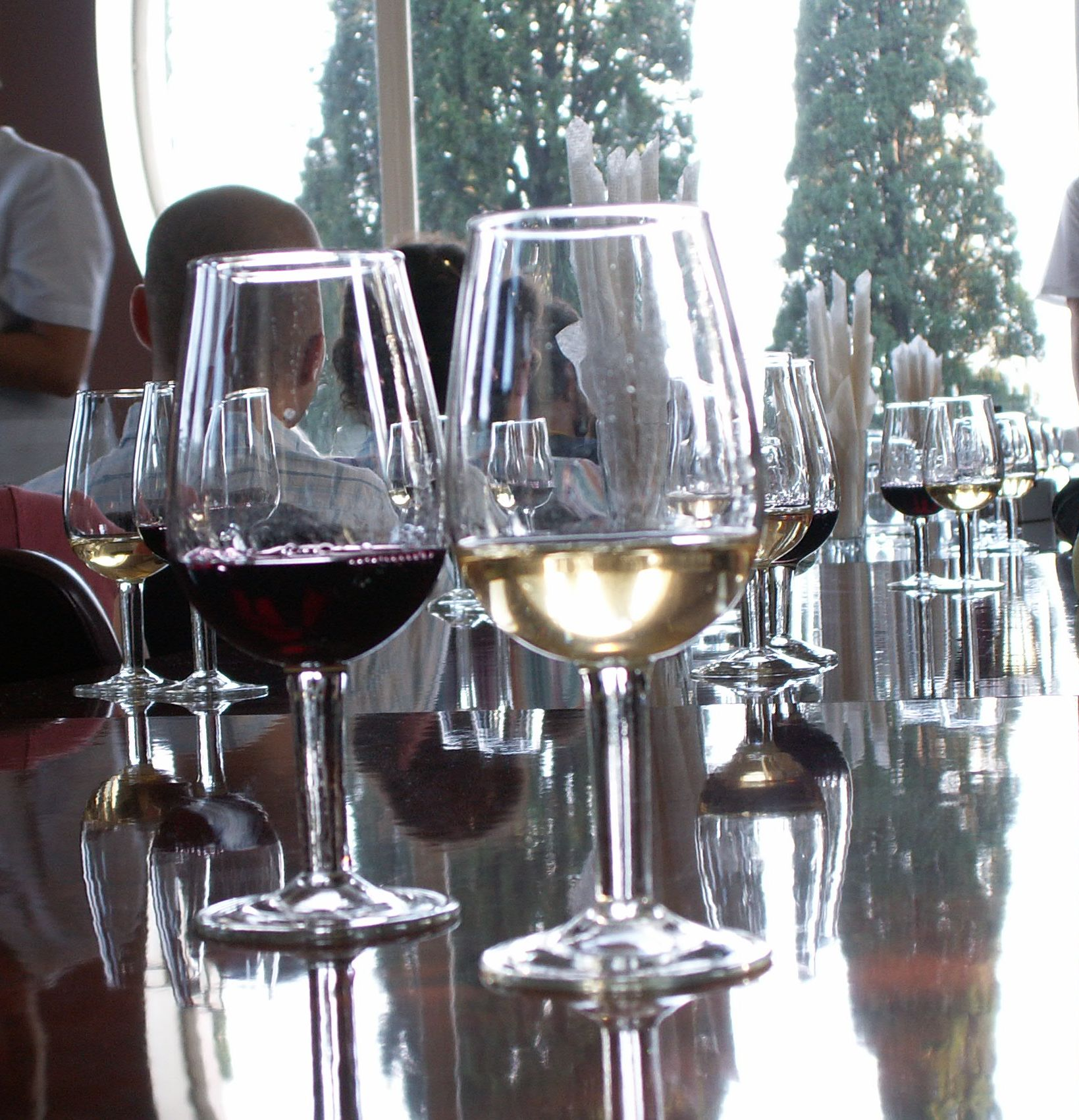
Vinos preparados para una cata.

En la cata, los catadores prueban con atención distintos tipos de vinos para apreciar sus cualidades, escriben sus impresiones y asignan puntaje. También existen degustaciones turísticas o para clientes que no necesariamente puntúan los vinos, sino simplemente lo disfrutan. Hay que diferenciar la degustación profesional de la de consumidores o aficionados.

## Copa de cata

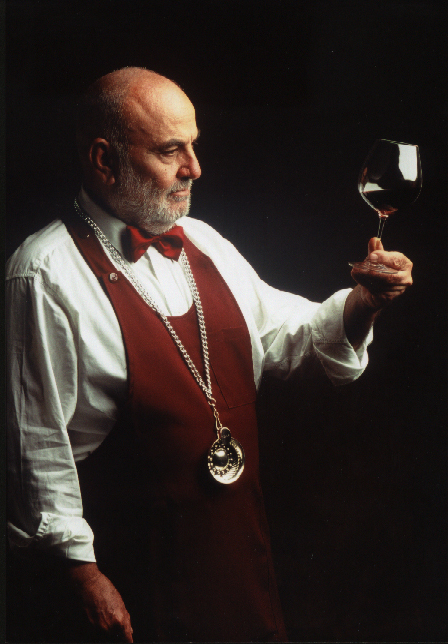
Sumiller.

La copa recomendada internacionalmente es la llamada copa Afnor que corresponde a la Norma ISO 3591-1977. Tiene las siguientes características:
- Altura: 155 mm.
- Diámetro de la parte más ancha: 65 mm.
- Diámetro del borde: 46 mm.
- Grosor del pie: 9 mm.
- Diámetro de la base: 65 mm.

Sin embargo, empieza a ser sustituida por la llamada copa oenologue, una copa de tipo balón de boca más ancha que permite introducir a la vez la boca y la nariz. Aunque esté hecha de cristal más fino tiene más peso, lo que aliado con un pie más largo facilita los movimientos necesarios para olfatear el vino.

## Consideraciones básicas
En primer lugar, a la hora de llevar a cabo la cata de un vino, deberemos fijarnos en los denominados factores externos, que sería el espacio físico donde va a realizarse la cata, dentro de los cuales destacamos la copa de vinos o "catavinos", la sala de cata y la temperatura de servicio de los vinos.
En la sala de cata tanto las paredes como los muebles han de ser de color claro (blancos), debe tener una buena iluminación (natural o artificial), estar bien ventilada, ser un lugar silencioso y con una temperatura y humedad que hagan agradable la labor del catador.
El vino debe servirse a la temperatura adecuada. Actualmente se recomienda servir los vinos blancos jóvenes y cavas entre 6 y 9 °C, los vinos blancos con barrica y los rosados entre 10 y 13 °C, los tintos jóvenes entre 14 y 16 °C, los tintos con crianza o reservas entre 16 y 18 °C y los vinos dulces entre 7 y 10 °C.
La cata de vino se compone de tres fases fundamentales, basadas en los tres sentidos principales que se emplean en la misma, siendo el siguiente orden: vista, olfato y gusto. También interviene el sentido del tacto, ya que la lengua posee este sentido y nos puede dar información sobre su densidad, temperatura, gases carbónicos o turbidez.
- Empezamos con la fase visual, cogiendo la copa por la base para no calentar el recipiente donde está el líquido y observamos a su través para ver el vino a contraluz o contra un fondo blanco, apreciando su color, brillo y limpieza. Además en los vinos con burbujas se dedica un apartado especial al análisis de estas.

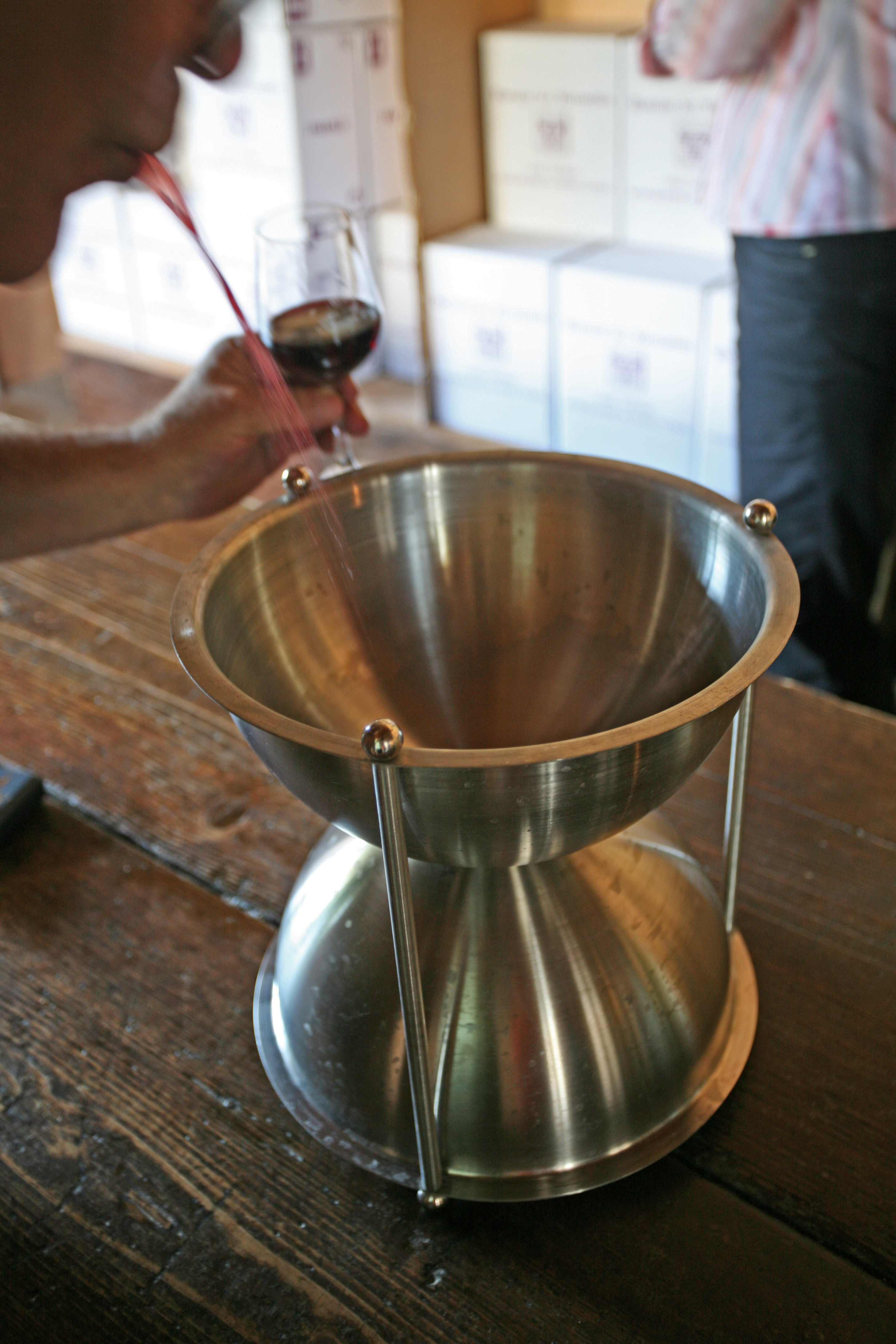
Después de catar cada vino, el catador profesional lo escupe en una escupidera.

- En la fase olfativa, primero se acerca la copa sin agitar hacia la nariz para inhalar los aromas "primarios", provenientes de la variedad de uva, se mueve la copa en torno a su eje vertical, para que el vino suba por las paredes y así apreciar "las lágrimas", "piernas" o "patas" que deja el vino en la copa (que denota el grado de alcohol contenido) y también los aromas "secundarios", procedentes de la fermentación. Se puede agitar nuevamente la copa para liberar más aromas y así percibir los "terciarios", si los tuviera, que proceden de la crianza del vino, ya sea ésta en barrica, en botella o en ambas. Se dice que un vino tiene "bouquet" si presenta aromas "terciarios"
- Finalmente, en la fase gustativa, se prueba el vino con un pequeño sorbo, moviéndolo de un lado a otro de la boca con la lengua para apreciar los cuatro sabores básicos: dulce, salado, ácido y amargo. Un vino "redondo" es aquel que logra un equilibrio entre los cuatro sabores básicos. También se suele hacer entrar aire por la boca mientras aún tenemos el sorbo en ella expulsándolo por la nariz, para así apreciar con mayor intensidad sus aromas por la vía retronasal.
- Una vez degustado en la boca el vino se puede tragar o escupir. Normalmente se suele escupir para que el alcohol no pase a la sangre y el catador adquiera un cierto grado de embriaguez. No se pierde ninguna sensación por escupir el vino.
- Se dice que un vino tiene persistencia baja si su sensación en la boca después de haberlo tragado o escupido no dura más de 3 segundos. Tiene persistencia media si esta sensación dura entre 3 y 6 segundos, y tiene persistencia alta si su sensación dura más de 6 segundos.
- Describir las sensaciones requiere de entrenamiento. Es usual comparar los aromas del vino con aromas conocidos como son frutas (limón, piña, plátano, manzana, moras, melocotón, cerezas, frambuesas, etc.), flores, madera, ceniza, café, mantequilla, cacao, cuero, pimienta, tinta china, tierra mojada, entre otros. De esta forma se establecen diferentes series aromáticas agrupando cada una de ellas aromas similares. Puede ser muy útil para el catador que se inicia, el buscar aromas en los vinos dentro de una clase, es decir, en lugar de buscar una aroma muy concreto (por ejemplo, aroma a fresa en un vino rosado), le sería más fácil buscar un aroma a fruta, a flores, a madera, etc.

## Descripción de los diferentes parámetros
Visualmente pueden diferenciarse varias tonalidades, las cuales son más claras en vinos más jóvenes y más oscuras en vinos más envejecidos. Las tonalidades según avanza la edad del vino son:
| Tipo de vino | Vinos jóvenes             | Vinos envejecidos |
| ------------ | ------------------------- | ----------------- |
| Blanco       | Amarillo pajizo o verdoso | Dorado            |
| Rosado       | Rosa pálido o fresa       | Asalmonado        |
| Tinto        | Rubí o cereza             | Granate o teja    |

Con el olfato se aprecia el aroma del vino. Los vinos jóvenes tienen aromas afrutados o florales, mientras que los vinos envejecidos pueden presentar aromas especiados, como a canela o clavo; aromas balsámicos, como a menta o a pino; o aromas a madera.
Por último se paladean los sabores, que se catalogan con términos como afrutado, aterciopelado, cálido, astringente, ligero, con cuerpo, fresco, persistente, corto o seco.

## Tipos de Cata
- La cata vertical es una sesión donde se prueba el mismo vino –misma etiqueta digamos– de la misma bodega, pero de diferentes cosechas o añadas. Es decir, en una sesión se puede probar el mismo vino, en sus cosechas 1999, 2000 y 2001."[2]

- Si los vinos que se catan son diversos pero de la misma añada y de la misma denominación de origen, estaríamos ante una cata horizontal. De esta manera comparamos las distintas elaboraciones de los vinos catados y la calidad de la uva empleada."[3]

- La cata ciega consiste en probar vinos de los cuales no se tiene información de su procedencia, y tratar de describirlos o puntuarlos sin tener ninguna sugestión ya que no se ve la botella ni la etiqueta. También a veces tratan de adivinar su marca, productor, año de cosecha o variedad de uva utilizada, aunque esto no es lo más usual.